# Fonction génératrice des probabilités
Ne doit pas être confondu avec Fonction génératrice des moments.
En mathématiques, et plus particulièrement en théorie des probabilités, la fonction génératrice des probabilités (ou fonction génératrice des moments factoriels,,) d'une variable aléatoire (à valeurs dans les entiers naturels) est la série entière associée à la fonction de masse de cette variable aléatoire. La fonction génératrice des probabilités est utile car elle permet de caractériser entièrement la fonction de masse. La fonction génératrice des probabilités est usuellement identifiée à sa somme.

## Définition
Soit X une variable aléatoire entière et positive, la fonction génératrice des probabilités de X est la série entière 
où {\displaystyle \mathbb {P} (X=k)} est la probabilité que la variable aléatoire X prenne la valeur k. La fonction génératrice des probabilités sera souvent confondue avec sa somme lorsque celle-ci converge.
Si R est le rayon de convergence de la série entière, alors on remarque que la fonction {\displaystyle t\mapsto \mathbb {E} [t^{X}]} existe et est finie sur l'ensemble {\displaystyle ]-R,R[\,\cup \,\{-1,1\}} (avec pour convention que 00 = 1) et donc
Si R est fini alors cette dernière égalité peut encore être vraie pour t = R ou t = −R.
Les coefficients de la série entière étant des probabilités, R est supérieur ou égal à 1. En effet, pour 0 ≤ t ≤ 1 la série est uniformément convergente puisque {\displaystyle \left|\mathbb {P} (X=k)t^{k}\right|\leq {P}(X=k)} et que {\displaystyle \sum _{k\geq 0}{P}(X=k)=1}.
Si R est strictement supérieur à 1 alors GX est développable en série entière au voisinage de 1 (car la somme d'une série entière est développable en série entière dans son disque ouvert de convergence), de plus X admet des moments factoriels de tout ordre finis et au voisinage de 1 on a
où {\displaystyle \mathbb {E} \left[(X)_{k}\right]} désigne le k-ième moment factoriel de X.

## Fonctions génératrices de lois usuelles
| Nom de la loi                  | Paramètres                       | Fonction de masse {\displaystyle k\mapsto \mathbb {P} (X=k)}                                                           | Fonction génératrice GX | Rayon de convergence de GX     |
| ------------------------------ | -------------------------------- | --- | --- | ------------------------------ |
| Loi de Bernoulli               | {\displaystyle p}                | {\displaystyle p\mathbf {1} _{k=1}+q\mathbf {1} _{k=0}}                                                                | {\displaystyle q+pt} | {\displaystyle \infty }        |
| Loi bêta-binomiale             | {\displaystyle n,\alpha ,\beta } | {\displaystyle {\binom {n}{k}}{\frac {\mathrm {B} (k+\alpha ,n-k+\beta )}{\mathrm {B} (\alpha ,\beta )}}}              | {\displaystyle {\frac {_{2}F_{1}(-n,\alpha \,;\,1-\beta -n\,;\,t)}{_{2}F_{1}(-n,\alpha \,;\,1-\beta -n\,;\,1)}}}                     | 1                              |
| Loi binomiale                  | {\displaystyle n,p}              | {\displaystyle {\binom {n}{k}}p^{k}q^{n-k}}                                                                            | {\displaystyle (q+pt)^{n}} | {\displaystyle \infty }        |
| Loi binomiale négative         | {\displaystyle n,p}              | {\displaystyle {\binom {n+k-1}{k}}p^{n}q^{k}}                                                                          | {\displaystyle \left({\frac {p}{1-qt}}\right)^{n}}                                                                                   | {\displaystyle {\frac {1}{q}}} |
| Loi binomiale négative étendue | {\displaystyle r,p,m}            | {\displaystyle {\frac {{r+k-1 \choose k}q^{k}}{p^{-r}-\sum _{i=0}^{m-1}{r+i-1 \choose i}q^{i}}}\mathbf {1} _{k\geq m}} | {\displaystyle {\frac {(1-qt)^{-r}-\sum _{i=0}^{m-1}{\binom {r+i-1}{i}}(qt)^{i}}{p^{-r}-\sum _{i=0}^{m-1}{\binom {r+i-1}{i}}q^{i}}}} | {\displaystyle {\frac {1}{q}}} |
| Loi géométrique                | {\displaystyle p}                | {\displaystyle q^{k-1}p\mathbf {1} _{k\geq 1}}                                                                         | {\displaystyle {\frac {pt}{1-qt}}}                                                                                                   | {\displaystyle {\frac {1}{q}}} |
| Loi hypergéométrique           | {\displaystyle n,p,N}            | {\displaystyle {\frac {{\binom {pN}{k}}{\binom {qN}{n-k}}}{\binom {N}{n}}}}                                            | {\displaystyle {\frac {_{2}F_{1}(-n,-pN\,;\,1+qN-n\,;\,t)}{_{2}F_{1}(-n,-pN\,;\,1+qN-n\,;\,1)}}}                                     | 1                              |
| Loi logarithmique              | {\displaystyle p}                | {\displaystyle {\frac {-p^{k}}{k\ln q}}\mathbf {1} _{k\geq 1}}                                                         | {\displaystyle {\frac {\ln(1-pt)}{\ln q}}}                                                                                           | {\displaystyle {\frac {1}{p}}} |
| Loi de Markov-Pólya            | {\displaystyle a,b,h,n}          | {\displaystyle {\binom {n}{k}}{\frac {a^{(k,h)}b^{(n-k,h)}}{m^{(n,h)}}}}                                               | {\displaystyle {\frac {_{2}F_{1}(-n,\,a/h\,;\,1-b/h-n\,;\,t)}{_{2}F_{1}(-n,\,a/h\,;\,1-b/h-n\,;\,1)}}}                               | 1                              |
| Loi de Poisson                 | {\displaystyle \lambda }         | {\displaystyle {\frac {\lambda ^{k}}{k!}}\mathrm {e} ^{-\lambda }}                                                     | {\displaystyle \mathrm {e} ^{\lambda (t-1)}}                                                                                         | {\displaystyle \infty }        |
| Loi uniforme discrète          | a, b, n                          | {\displaystyle {\frac {1}{n}}\mathbf {1} _{a\leq k\leq b}}                                                             | {\displaystyle t^{a}{\frac {t^{n}-1}{n(t-1)}}}                                                                                       | {\displaystyle \infty }        |

## Propriétés
- GX est toujours définie en t = 1 et t = −1 de plus on a {\displaystyle G_{X}(1)=1} et {\displaystyle G_{X}(-1)=\mathbb {P} (X{\text{ est pair}})-\mathbb {P} (X{\text{ est impair}})}.

- X admet une espérance finie {\displaystyle \mathbb {E} [X]\ }si et seulement si la dérivée à gauche de GX est définie en t = 1 ; le cas échéant on a

- X admet une variance finie {\displaystyle \mathbb {V} (X)}, et donc une espérance finie {\displaystyle \mathbb {E} [X]}, si et seulement si la dérivée à gauche d'ordre 2 de GX est définie en t = 1 ; le cas échéant on a

- Plus généralement, X admet un moment factoriel d'ordre k fini {\displaystyle \mathbb {E} \left[(X)_{k}\right]} si et seulement si la dérivée à gauche d'ordre k de GX est définie en t = 1 ; le cas échéant on a[1]

- Deux variables aléatoires à valeurs dans {\displaystyle \mathbb {N} } admettent la même fonction génératrice des probabilités si et seulement si elles ont la même loi de probabilité. Autrement dit la fonction génératrice des probabilités caractérise la loi. De plus on a

- Soient X et Y deux variables aléatoires à valeurs dans {\displaystyle \mathbb {N} }. Si X et Y sont indépendantes alors on a :{\displaystyle G_{X+Y}=G_{X}\times G_{Y}.}Remarque : La réciproque est fausse.
- Si X1, X2, ..., Xn sont des variables aléatoires indépendantes, et si on pose{\displaystyle S_{n}=\sum _{i=1}^{n}a_{i}X_{i}}où les ai sont des constantes, alors{\displaystyle G_{S_{n}}(z)=\mathbb {E} (z^{S_{n}})=\mathbb {E} (z^{\sum _{i=1}^{n}a_{i}X_{i},})=G_{X_{1}}(z^{a_{1}})G_{X_{2}}(z^{a_{2}})\cdots G_{X_{n}}(z^{a_{n}})}.
- Si en plus les Xi ont tous la même loi (et donc même fonction génératrice G), alors la variable aléatoire{\displaystyle S_{n}=\sum _{i=1}^{n}X_{i}}a pour fonction génératrice :{\displaystyle G_{S_{n}}=G^{n}}.
- Soit (Xn) une suite de variables aléatoires à valeurs dans {\displaystyle \mathbb {N} } et X une variable aléatoire aussi à valeurs dans {\displaystyle \mathbb {N} }. Alors les assertions suivantes sont équivalentes :
  - (Xn) converge en loi vers X
  - Pour tout k ≥ 0 on a la convergence {\displaystyle \mathbb {P} (X_{n}=k)\rightarrow \mathbb {P} (X=k)} quand n tend vers l'infini.
  - Pour tout 0 < t < 1 on a la convergence {\displaystyle G_{X_{n}}(t)\rightarrow G_{X}(t)} quand n tend vers l'infini.

## Composition des fonctions génératrices
La propriété suivante est particulièrement utile à l'étude des processus de Galton-Watson.
Théorème — Soit {\displaystyle (X_{n})} une suite de variables aléatoires de même loi et {\displaystyle N} une variable aléatoire, toutes à valeurs dans {\displaystyle \mathbb {N} } .
- On pose{\displaystyle S_{N}=\sum _{n=1}^{N}X_{n}=\sum _{n\geq 1}X_{n}\ 1\!\!1_{\{N\geq n\}}}.
- On suppose que {\displaystyle (N,X_{1},X_{2},...)} est une famille de variables aléatoires indépendantes.

Alors :

## Généralisation
L'égalité suivante {\displaystyle G_{X}(t)=\mathbb {E} [t^{X}]} permet de considérer la notion de fonction génératrice des moments factoriels d'une variable aléatoire X  dans le cas où X prend des valeurs réelles et t des valeurs complexes (à condition que t ≠ 0 ou que X ≥ 0). Dans ce cadre plus général, GX ne se voit plus comme la série entière associée à la fonction de masse mais comme une fonction à valeurs complexes définie sur un certain sous-ensemble du plan complexe. Cet ensemble de définition dépend bien-sûr de X mais il contiendra toujours le cercle unité. La restriction de GX au cercle unité est équivalente à la fonction caractéristique ϕX dans le sens où
En pratique la fonction caractéristique est presque exclusivement utilisée pour des variables aléatoires à valeurs réelles tandis que la fonction génératrice des probabilités est utilisée pour des variables aléatoires à valeurs dans les entiers naturels.